# Kulcsár Zsuzsanna (történész)
Kulcsár Zsuzsanna, születési neve: Klein Erzsébet Zsuzsanna (Budapest, 1912. január 1. – Budapest, 1990. július 1.) történész, a történettudomány kandidátusa (1964).

## Élete
Budapesten született Klein Adolf magánhivatalnok és Robicsek Katalin gyermekeként. A budapesti tudományegyetemen magyar-történelem, más forrás szerint magyar-német szakos tanári diplomát szerzett. 1950-től volt a Művelt Nép Könyvkiadó vállalatnál szerkesztő. 1959-től az ebből alakult Gondolat Könyvkiadónál folytatta munkáját. Történészként a középkori világtörténettel foglalkozott. Részt vett a pedagógus továbbképzésben.
A gimnáziumi oktatás számára írt tankönyvekben a feudalizmus korát dolgozta fel. Munkatársa volt a Világtörténet képekben kiadványnak (1972, 1974, 1981). A Népszerű történelem, a Századok – emberek sorozat számos könyve jelent meg utószavával és jegyzeteivel.

## Művei
- A feudalizmus virágkora és hanyatlása (egyetemi jegyzet, Bp., 1950)
- Inkvizíció és boszorkányperek (Bp., 1960, 1961, 1968)
- Eretnekmozgalmak (Bp., 1963)
- Középkori élet (szemelvények, válogatta, bev. jegyzetekkel ellátta, Bp., 1964)
- Így éltek a lovagkorban. Nyugat-Európa a XI-XV. században (Bp., 1967)
- Rejtélyek és botrányok a középkorban (Bp., 1978, 1984)